# Ернест Старлінг
Ернест Генрі Старлінг (англ. Ernest Henry Starling; 1866-1927) — англійський фізіолог, автор терміна «гормон», першовідкривач гормону секретину, співавтор «закону серця». Член Лондонського королівського товариства.
Народився в Лондоні. 1886 року закінчив Лондонський університет. Стажувався в лабораторіях Луї Пастера та Гейденгайна.
У 1899-1923 роках був професором фізіології Лондонського університету.
Досліджував фізіологію органів травлення, зокрема підшлункової залози, кровообігу та лімфообігу, роботу нирок.
У 1902 році разом з Вільямом Бейлісом відкрив перший гормон секретин, досліджуючи препарат кишки. 1905 року увів термін «гормон».
У 1905 році розробив метод отримання легенево-серцевого препарату, завдяки якому відкрив закономірності серцевого скорочення. Старлінг наповнював шлуночок серця жаби фізіологічним розчином, який розтягував його порожнину, і встановив, що при цьому сила скорочень шлуночка зростає. Далі він живив ізольоване серце собаки кров'ю, насиченою киснем (з парціальним тиском 70-100 мм.рт.ст.): чим більше шлуночки розтягувалися кров'ю під час розслаблення, тим сильніше вони скорочувалися в наступну систолу. На основі цього був виведений «закон серця»: збільшення кровонаповнення веде до зростання сили серцевих скорочень.
Також Старлінг вивчав дію отруйних речовин та досліджував вплив харчування на здоров'я людини.
Автор двотомного видання «Основи фізіології людини», що вийшло після його смерті в 1931-1933 роках.

## Нагороди й звання

### Нагороди
- Медаль імені Бейлі Королівського коледжу лікарів (1907)
- Золота медаль Лондонського королівського товариства (1913)

### Почесний професор
- Страсбурзький університет
- Кембридзький університет
- Гайдельберзький університет